# Ellipsidion reticulatum
Ellipsidion reticulatum es una especie de cucaracha del género Ellipsidion, familia Ectobiidae, orden Blattodea.

## Distribución
Se distribuye por Australia, en los estados de Queensland, Nueva Gales del Sur y Victoria).

## Taxonomía
Fue descrita por Saussure en 1864 y publicada en Saussure. 1864. Rev. Mag. Zool. 2(16).